# Paterson Clarence Hughes
Paterson Clarence Hughes (19 de setembro de 1917 - 7 de setembro de 1940) foi um ás australiano da Segunda Guerra Mundial. Servindo na Royal Air Force (RAF), ele foi creditado com até dezessete vitórias aéreas durante a Batalha da Grã-Bretanha, antes de ser morto em ação em 7 de setembro de 1940. Sua contagem fez dele o australiano de maior pontuação da batalha e entre os três australianos de maior pontuação da guerra.
Paterson Clarence Hughes nasceu em Numeralla, perto de Cooma, Nova Gales do Sul, em 19 de setembro de 1917. Ele era o segundo mais novo de doze filhos, o último dos quatro meninos de sua família. O pai de Hughes era professor de profissão, mas na época do nascimento de Pat administrava o correio comunitário; batizado de Percival Clarence Hughes, e conhecido como Percy, ele aparentemente adotou o nome Paterson na época de seu casamento com Catherine Vennell em 1895. Percy também era escritor, contribuindo para jornais e revistas como The Bulletin e "Paterson" may foram uma homenagem ao poeta Banjo Paterson. De qualquer forma, Pat compartilhava o interesse de seu pai pela literatura. Ele também passou a amar a paisagem do distrito local de Monaro na sombra das Montanhas Nevadas, que ele descreveu como "incomparável na magnificência e grandeza de sua beleza".